# Haus Lassmann
Das Haus Lassmann befindet sich in Bremen, Stadtteil Schwachhausen, Ortsteil Radio Bremen, Schwachhauser Heerstraße 339. Die Villa entstand 1901/03 nach Plänen von Friedrich Wellermann und Paul Frölich, Bremen. 
Das Gebäude steht seit 2014 unter Bremer Denkmalschutz.

## Geschichte
Das zweigeschossige mit Giebeln, Erkern, Loggien und einem Balkon stark gegliederte Wohnhaus wurde 1901/03 in der Epoche der Jahrhundertwende für den Kaufmann Gottlieb Lassmann jr. gebaut. Die Fassade wird geprägt durch den Giebel im damals auch in Bremen häufigen Schweizerhausstil bzw. der englischen Landhausarchitektur.
Das Landesamt für Denkmalpflege Bremen schrieb dazu: „Das Haus Lassmann ist ein charakteristischer Vertreter dieser ‚englischen‘ Landhausarchitektur auf deutschem Boden... sehr malerische Auffassung...mit verschachteltem Grundriss, bewusst inszenierten Asymmetrien und komplexer Dachlandschaft....“
Heute (2018) wird das Haus für Wohnungen und ein Büro genutzt.